# 张全收
张全收（1969年—），河南上蔡人，汉族，中华人民共和国政治人物、第十二届全国人民代表大会河南地区代表。

## 生平
毕业于中央党校法律专业。加入中国共产党。担任深圳全顺人力资源开发公司董事长。2008年起担任全国人大代表。2013年，担任全国人大代表。2018年2月24日，当选为第十三届全国人大代表。